# Fjällveronika
Fjällveronika (Veronica alpina) är en ört som blir 0,5 - 1,5 dm hög och växer på ängsmarker i hela den norra tempererade zonen. Blomman är ganska vanlig från Dalarna och uppåt i landet. Den blommar från juli till augusti med små djupblå blommor som sitter i en kort, tät klase. Bladen är små, ovala och helbräddade.